# Cyperus laxus
Cyperus laxus es una especie de planta del género Cyperus. Está reportada para Venezuela en todos los estados excepto en los estados Yaracuy, Lara, Falcón, Barinas, Portuguesa, Monagas ni en los Andes.

## Descripción
Planta perenne, cespitosa, con rizomas endurecidos y erectos u oblicuos, de 3–10 mm de grueso; culmos triquetros, 15–55 cm de alto, lisos o muy escasamente escabriúsculos en los ángulos. Hojas con láminas en forma de V o M, hasta 25 (40) cm de largo. Brácteas de la inflorescencia 6–12, ascendentes, rayos 6–13, hasta 17 cm de largo, rayos secundarios hasta 3.5 cm de largo, rayos terciarios frecuentemente presentes, hasta 6 mm de largo, capítulos digitados, 6–30 mm de ancho; espiguillas 1–5, oblongas a linear-oblongas, ligeramente aplanadas, 8–17 mm de largo y 2.5–3.6 mm de ancho, café-verdoso claras, raquilla persistente; escamas 8–20, ovado-orbiculares, 1.6–2.4 mm de largo y 1.6–2.6 mm de ancho, arista de 0.4–1 mm de largo, 7–13-nervias casi hasta los márgenes, caducas; estambres 3, anteras 0.7–1 mm de largo; estigmas 3. Fruto trígono, obovoide a ovoide, 1.4–1.6 mm de largo y 1–1.3 mm de ancho, obtuso, liso, café, estipitado.

## Distribución y hábitat
Especie frecuente, se encuentra  en márgenes de bosques, senderos, caños y cafetales, en todo el país; 0–800 m; fl y fr todo el año; desde el centro de México a Paraguay y Bolivia, también en Cuba.

## Taxonomía
Cyperus laxus fue descrita por Willd.) Endl.   y publicado en Tableau Encyclopédique et Methodique ... Botanique 1: 146. 1791.
Etimología
Ver: Cyperus
laxus: epíteto latino que significa "laxa".
Sinonimia
- Cyperus homoliria Steud.[6][7]

subsp. buchholzii (Boeckeler) Lye
- Cyperus buchholzii Boeckeler
- Cyperus diffusus subsp. buchholzii (Boeckeler) Kük.
- Cyperus diffusus subsp. sylvestris (Ridl.) Kük.
- Cyperus laxus subsp. sylvestris (Ridl.) Lye
- Cyperus sylvestris Ridl.
- Torulinium angolense Turrill

subsp. laxus
- Cyperus diffusus var. tolucensis (Kunth) Kük.
- Cyperus diffusus subsp. tolucensis (Kunth) Borhidi
- Cyperus diffusus var. umbrosus (Lindl. & Nees) Kük.
- Cyperus homoiiria Steud.
- Cyperus laxus Griseb.
- Cyperus limbatus Maury ex Micheli
- Cyperus macrostachyus Ten. ex Boeckeler
- Cyperus octophyllus Hochst. ex Steud.
- Cyperus tolucensis Kunth
- Cyperus umbrosus Lindl. & Nees